# Cóc mày nhỏ
Cóc mày nhỏ (danh pháp: Leptolalax pluvialis) là một loài ếch trong họ Megophryidae. Chúng được tìm thấy ở Việt Nam cụ thể là ở núi Fansipan và cũng được cho là ở cả Vân Nam,Trung Quốc
Các môi trường sống tự nhiên của chúng là rừng mây ẩm nhiệt đới và cận nhiệt đới và sông. Tình trạng bảo tồn của nó hiện chưa đủ thông tin.

## Mô tả
Chúng là một loài có kích thước nhỏ: con đực có chiều dài mõm dài 22–23 mm (0,87–0,91 in).  Lưng của nó có màu nâu xám với hoa văn sẫm với một vài đốm đen ở hai bên.  Nó có tròng mắt đen vàng sẫm.